# Mara Kayser
 (janvier 2025).
Si vous disposez d'ouvrages ou d'articles de référence ou si vous connaissez des sites web de qualité traitant du thème abordé ici, merci de compléter l'article en donnant les références utiles à sa vérifiabilité et en les liant à la section « Notes et références ».
Mara Kayser, née le 2 avril 1966 à Santana, est une chanteuse allemande.

## Biographie
Originaire des Allemands du Banat, elle chante à 15 ans d'abord dans un groupe de bal. Elle suit une formation d'agent technico-commercial et devient secrétaire de direction.
En 1991, Claus Backhaus, ancien membre de Die Flippers, la découvre. En 1995, elle se consacre entièrement à la chanson. Backhaus est jusqu'en 2003 son producteur, compositeur, parolier et manager. En 2005, elle rencontre le compositeur et producteur Wolfgang Herrmann. En 2006, Mara Kayser sort l'album Angekommen dont elle a écrit les paroles.

## Discographie
Albums
- 1992 : Herz aus Gold
- 1994 : Ein kleines Vergißmeinnicht
- 1995 : Laßt alle Blumen blühen
- 1996 : Träume aus Samt und Seide
- 1997 : Gedanken & Gefühle
- 1998 : Ein frohes Fest
- 1998 : Stark wie die Sehnsucht
- 1999 : Herzliche Grüße
- 2001 : So bin ich
- 2002 : Zeit für Gefühle
- 2003 : Ich liebe dich täglich mehr
- 2005 : Morgensterne schweigen
- 2006 : Angekommen
- 2007 : Ich streue Rosen auf den Weg
- 2009 : Freudentränenmeer
- 2010 : Ich zeig dir meine Welt - Die Größten Erfolge
- 2011 : Worauf wartest du?
- 2013 : Farben

## Source de la traduction
- (de) Cet article est partiellement ou en totalité issu de l’article de Wikipédia en allemand intitulé « Mara Kayser » (voir la liste des auteurs).